# Papiss Cissé
Papiss Demba Cissé (født 3. juni 1985 i Dakar, Senegal) er en senegalesisk fodboldspiller, der spiller som angriber i kinesiske Shandong Luneng. Tidligere har han optrådt for de franske klubber FC Metz, Cherbourg og Châteauroux samt Freiburg i Tyskland og engelske Newcastle. 
Cissé har (pr. april 2018) spillet 35 kampe og scoret 16 mål for Senegals landshold, som han debuterede for 12. august 2009 i et opgør mod DR Congo.

## Personlige liv
Cissé er praktiserende muslim, og når han scorer et mål, fejrer han det for det meste med Sujud. Han har tidligere klaget over Newcastle United's dengang nye trøje-sponsorer, som var et penge-låns firma. Det var af religiøse årsager at han nægtede at spille i trøjen. Sagen blev dog senere lagt på hyllen, da der blev offentliggjort et billed af Cissé i et casino.